# Perisphaeria saxicola
Perisphaeria saxicola är en kackerlacksart som först beskrevs av Johann Friedrich von Eschscholtz 1822.  Perisphaeria saxicola ingår i släktet Perisphaeria och familjen jättekackerlackor. Inga underarter finns listade i Catalogue of Life.